# Åsa Blanck
Åsa Helena Blanck, född Karlstetter 1970 i Lund, är 
en svensk dokumentärfilmregissör, och filmproducent.
Åsa Blanck debuterade 2003 med Ebba & Torgny och kärlekens villovägar (producent, regissör), vilken följdes upp av Vikarien (2006). Bland övriga filmer kan nämnas Bedragaren (2008), Den stora friheten (2011), Morfar & jag och helikoptern till himlen och Guldfeber - Stölderna på Kungliga Myntkabinettet (2020). 
Vikarien tilldelades en Guldbagge 2007 för bästa dokumentärfilm. 2010 fick Blanck motta Eric Forsgrens stora dokumentärfilmspris och 2012 stipendium ur Lena Hellmans minnesfond.

## Filmografi
Regi
- 2003 – Ebba & Torgny och kärlekens villovägar
- 2006 – Vikarien
- 2007 – Sverker Åström - på sin ålders vår
- 2008 – Anders & Harri
- 2008 – Bedragaren
- 2010 – Kärlek utan slut
- 2011 – Den stora friheten
- 2012 – Flogstavrålet
- 2013 – Familjen Persson i främmande land
- 2013 – Morfar & jag och helikoptern till himlen
- 2015 – Det är inte så dumt att bli gammal (TV-serie)
- 2017 – Aldrig backa (TV-serie)
- 2020 – Guldfeber – stölderna på Kungliga Myntkabinettet (TV-serie)
- 2024 – Holy fuck (TV-serie)
- 2024 – Riddaren på Strandvägen

Manus
- 2006 – Vikarien
- 2007 – Sverker Åström - på sin ålders vår
- 2008 – Bedragaren
- 2010 – Kärlek utan slut
- 2011 – Den stora friheten
- 2013 – Familjen Persson i främmande land
- 2013 – Morfar & jag och helikoptern till himlen
- 2015 Det är inte så dumt att bli gammal
- 2017 Aldrig Backa

Producent
- 2003 – Ebba & Torgny och kärlekens villovägar
- 2006 – Vikarien
- 2007 – Sverker Åström - på sin ålders vår
- 2008 – Anders & Harri
- 2008 – Bedragaren
- 2010 – Kärlek utan slut
- 2011 – Den stora friheten
- 2013 – Familjen Persson i främmande land
- 2013 – Morfar & jag och helikoptern till himlen
- 2015 Det är inte så dumt att bli gammal
- 2017 Aldrig Backa

Scripta
- 1996 – Bakom mahognybordet

## Priser och utmärkelser
- 2006 – Guldbaggen i kategorin "bästa dokumentärfilm" för Vikarien
- 2010 – Eric Forsgrens stora dokumentärfilmspris
- 2012 – Lena Hellmans minnesfond för Den stora friheten
- 2013 Iris Award Prix Europa för Familjen Persson i främmande land
- 2013 Grand Prix på Camerimage för Morfar & jag och helikoptern till himlen
- 2016 Spektrumpriset för serien Aldrig Backa
- 2016 publikpriset på One World Festival i Prag för Livet börjar vid hundra